# Шаняви-Матиси
Шаняви-Матиси (пол. Szaniawy-Matysy) — село в Польщі, у гміні Тшебешув Луківського повіту Люблінського воєводства.
Населення — 510 осіб (2011).
У 1975-1998 роках село належало до Седлецького воєводства.

## Демографія
Демографічна структура станом на 31 березня 2011 року:
|          | Загалом | Допрацездатний вік | Працездатний вік | Постпрацездатний вік |
| -------- | ------- | ------------------ | ---------------- | -------------------- |
| Чоловіки | 248     | 62                 | 152              | 34                   |
| Жінки    | 262     | 50                 | 137              | 75                   |
| Разом    | 510     | 112                | 289              | 109                  |